# Veslanje na OI 1904.
Veslanje na Olimpijskim igrama u St. Louisu 1904. godine uključivalo je natjecanja u 4 discipline, i to samo u muškoj konkurenciji. U natjecanju su, s izuzetkom kanadskog osmerca, sudjelovale isključivo posade iz SAD-a.

## Osvajači medalja

### Muški
| Disciplina             | Zlato | Srebro | Bronca                                                  |
| Samac                  | SAD Frank Greer | SAD James Juvena | SAD Constance Titus                                     |
| Dvojac na pariće       | SAD John Mulcahy William Varley | SAD Jamie McLoughlin John Hoben | SAD Joseph Ravanack John Wells                          |
| Dvojac bez kormilara   | SAD Robert Farnam Joseph Ryan | SAD John Mulcahy William Varley | SAD John Joachim Joseph Buerger                         |
| Četverac bez kormilara | SAD Arthur Stockhoff August Erker George Dietz Albert Nasse                                                                          | SAD Frederck Suerig Martin Fromanack Charles Aman Michael Begley                                                                            | SAD Gustav Voerg John Freitag Louis Helm Frank Dummerth |
| Osmerac                | SAD Frederick Cresser Michael Gleason Frank Schell James Flanagan Charles Armstrong Harry Lott Joseph Dempsey John Exley Louis Abell | Kanada A.B. Bailey William Rice George Reiffenstein Phil Boyd George Strange William Wadsworth Donald MacKenzie Joseph Wright Thomas Loudon |                                                         |

1. ↑  Natjecale su se samo dvije posade